# Jamiński Przechód
Jamiński Przechód (słow. Priehyba pod Jamou, Priehyba pod Slavkovskou jamou) – drobna przełęcz położona w Jamińskim Filarze – bocznej grani słowackich Tatr Wysokich odgałęziającej się od Warzęchowego Filara. Oddziela od siebie Wielką Warzęchową Strażnicę i Pośrednią Warzęchową Strażnicę na zachodzie oraz Jamińską Strażnicę na wschodzie.
Południowe stoki opadają z przełęczy do Jaminy – górnego piętra Jamińskiego Żlebu, odgałęzienia Doliny Staroleśnej. Na północ od Jamińskiego Przechodu, między Jamińskim i Warzęchowym Filarem, znajduje się stroma rynna, niżej przechodząca w Jamińskie Usypy – wielki stożek piargowy położony między Jamińską Strażnicą a Małą Warzęchową Strażnicą.
Według Bedekera tatrzańskiego Jamiński Filar odgałęzia się od Wielkiej Warzęchowej Strażnicy. Z kolei Witold Henryk Paryski w 14. tomie przewodnika Tatry Wysokie opisuje, że owa grań jest kontynuacją piarżysto-skalistej grzędy opadającej spod bloku szczytowego Pośredniej Warzęchowej Strażnicy.
Droga na Jamiński Przechód jest prosta i prowadzi od południa z Jaminy piarżystym zboczem.